# Stigmaeopsis miscanthi
Stigmaeopsis miscanthi är en spindeldjursart som först beskrevs av Saito 1990.  Stigmaeopsis miscanthi ingår i släktet Stigmaeopsis och familjen Tetranychidae. Inga underarter finns listade i Catalogue of Life.